# Guardia Piemontese
Guardia Piemontese ist eine italienische Stadt in der Provinz Cosenza in Kalabrien mit 1775 Einwohnern (Stand 31. Dezember 2023).
2016 wurde Guardia Piemontese der Ehrentitel „Reformationsstadt Europas“ durch die Gemeinschaft Evangelischer Kirchen in Europa verliehen.

## Lage und Daten
Guardia Piemontese liegt etwa 55 km nordwestlich von Cosenza an der Küste des Tyrrhenischen Meeres. Die Nachbargemeinden sind Acquappesa, Cetraro, Fuscaldo und Mongrassano.
Im Ort wird ein Dialekt der okzitanischen Sprache gesprochen.

## Geschichte
Der Zeitpunkt der Ortsgründung ist unbekannt. Die Ortsnamen wandelten sich. Wohl angelehnt an eine ins 11. Jh. datierte Warte zur Ausschau nach Sarazenen im Gebiet der Lehnsherren von Fuscaldo hieß der Ort zunächst Guardia Fiscalda, dann nach Ansiedlung okzitanisch sprechender Waldenser Guardia dei Valdi, nach deren Unterdrückung Guardia Lombarda. Seit 1863 gilt der heutige Ortsname.
Ab 1375 siedelten der Inquisition entflohene waldensische Piemontesen in der 500 m über dem Meer gelegenen heutigen Oberstadt. Schon ab 1315 siedelten Waldenser zunächst in Montalto Uffugo, später auch in San Sosti dei Valdesi, Vacarizzo, Argentina und San Vincenzo. Der örtliche Lehnsherr Spinelli, Herr von Fuscaldo, gewährte ihnen diese Zuflucht. Lange Zeit gaben die Waldenser sich äußerlich wie Katholiken, gingen zur Messe und ließen ihre Kinder in der katholischen Kirche taufen. Privat hielten die Waldenser an ihrem Glauben fest, empfingen aber nur etwa alle zwei Jahre für wenige Tage waldensische Prediger auf Pastoralreise.
Die Erfolge der Reformation überzeugten die heimlichen Waldenser, ihren Glauben nicht länger verstecken zu müssen. Auf ihrer Synode in Chanforan (Piemont) beschlossen sie 1532, sich offen zu bekennen. Darauf sandten kalabresische Waldenser Marco Uscegli nach Genf mit der Bitte, Prediger zu entsenden. So kam der Prediger Gian Luigi Pascale nach Kalabrien, wo er in Guardia Piemontese und San Sosti waldensische Tempel eröffnete. Gleiches taten die heimlichen Waldenser in den piemontesischen angestammten Wohngebieten. Der dort zuständige katholische Bischof von Mondovì, Kardinal Michele Ghislieri, initiierte 1560 einen Kreuzzug gegen die Waldenser. Ghisleri wurde 1566 zum Papst (Pius V.) gewählt und später heiliggesprochen.
Der örtliche katholische Abt Giovan Antonio Anania setzte Ghislieri davon in Kenntnis, dass auch die Waldenser in Kalabrien eigene Prediger anstellten. Ghislieri befahl dem Abt daraufhin, unter Aufsicht seines örtlichen Erzbischofs von Cosenza, Taddeo Gaddi, die waldensische Ketzerei auszumerzen. Anania versuchte, die Waldenser zunächst mit Drohungen zur Konversion zu bewegen. Doch diese weigerten sich. Nichts Gutes ahnend flohen viele Waldenser aus umliegenden Orten ins befestigte Guardia Piemontese. Ihr Lehnsherr Salvatore Spinelli (um 1506–5. Oktober 1565) versuchte, sie zum Einlenken zu bewegen und legte Pascale und Uscegli die Flucht nahe, doch beides ohne Erfolg.
Schließlich griff Spinelli, der selber fürchtete, der Begünstigung von Ketzern beschuldigt zu werden, zu einer List. Im Juni 1561 erbat er für sich und 50 seiner Mannen Einlass in die Stadt, wobei er vorgab, unbewaffnet zu kommen. Die Guardioten als gehorsame Lehnsleute öffneten ihrem Herren die Stadt. In der Nacht zum 5. Juni holten Spinelli und seine Schergen ihre versteckt mitgebrachten Waffen hervor und bemächtigten sich der Stadt. Dabei und bei weiteren Pogromen in den folgenden zwei Wochen ermordeten Spinelli und seine Schergen in Guardia Piemontese und anderen Orten seines Lehens etwa 2000 Waldenser.

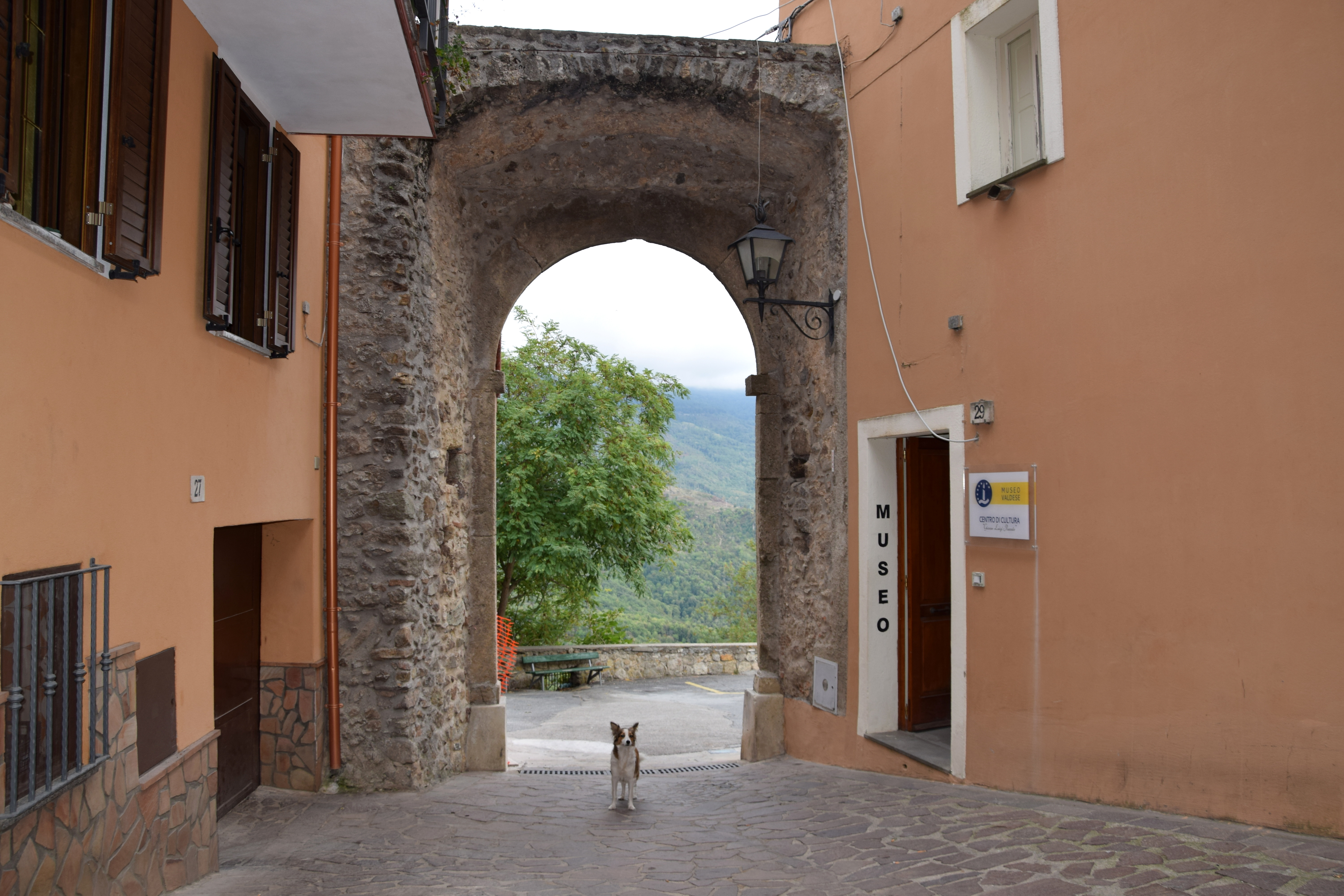
Porta del Sangue

An diese Bluttat erinnert der Name des Stadttores, Porta del Sangue (Bluttor), weil das Blut der Gemordeten bis zum Tor geflossen sein soll. In der Nähe des Stadttores befindet sich das Centro di Cultura Giovan Luigi Pascale, das auch eine Ausstellung zur Geschichte der guardiotischen Waldenser zeigt.
Die Überlebenden des Massakers mussten zum römisch-katholischen Glauben übertreten. Ehen zwischen Brautleuten, die beide waldensischer Abkunft waren, wurden verboten. In die Haustüren mussten spioncini eingelassen werden, durch die Inquisitoren von außen in die Häuser spionieren konnten, ob die Zwangskonvertiten zu Hause nicht heimlich weiter die waldensische Tradition pflegten. An manchen Türen finden sich diese spioncini bis heute. Der waldensische Tempel wurde geschleift. An seiner Stätte, der heutigen Piazza Chiesa Valdese, erhebt sich heute ein Felsen aus dem Piemont, den die überwiegend waldensische Partnergemeinde Torre Pellice 1975 gestiftet hat. Eine Tafel davor nennt die Namen von 118 beim Massaker 1561 ermordeten Guardioten. Im rühmlichen Andenken an die Ausmerzung der waldensischen Ketzerei stiftete Salvatore Spinelli, der im April 1565 für seine Tat zum Markgrafen von Fuscaldo erhoben wurde, die Dominikanerkirche Chiesa del SS. Rosario am Ort.

## Sehenswürdigkeiten
Sehenswert ist die Stadtmitte mit engen Gassen und den Ruinen einer Stadtmauer. Es gibt einen großen Turm der ehemaligen Burg aus dem 15. Jahrhundert. Die katholische Pfarrkirche Sant’Andrea apostolo an der Piazza Pietro Valdo hat ein sehenswertes Portal und im Inneren einen geschnitzten Chor aus dem 18. Jahrhundert.
Seit 1446 gibt es in Guardia Piemontese Thermen, die Terme Luigiane. Heute steht eine moderne Thermalanlage im Ort.